# Poladpur
Poladpur là một thị trấn thống kê (census town) của quận Raigarh thuộc bang Maharashtra, Ấn Độ.

## Nhân khẩu
Theo điều tra dân số năm 2001 của Ấn Độ, Poladpur có dân số 5297 người. Phái nam chiếm 50% tổng số dân và phái nữ chiếm 50%. Poladpur có tỷ lệ 74% biết đọc biết viết, cao hơn tỷ lệ trung bình toàn quốc là 59,5%: tỷ lệ cho phái nam là 79%, và tỷ lệ cho phái nữ là 69%. Tại Poladpur, 13% dân số nhỏ hơn 6 tuổi.